# Richard Polaczek
Richard Polaczek (17 juni 1965) is een Belgische schaker. Hij is sinds  1989 een Internationaal Meester (IM). 
Richard Polaczek heeft een Russische vader en een Belgische moeder.
- In 1979 won hij op 13-jarige leeftijd het Kenia Open toernooi.[1] In 1992 won hij dit toernooi opnieuw.[1]
- In 2003 won hij met 6½ pt. uit 7 en een vol punt voorsprong op de nummers 2 het Kersttoernooi van de Tilburgse schaakvereniging De Stukkenjagers.[2]
- Ook won hij in 2003 het Botwinnik rapidtoernooi in Zoetermeer.[3]
- Eveneens in 2003 won hij de Schaakmarathon van de SV Spijkenisse.[4]
- In 2016 won hij het rapidtoernooi dat werd georganiseerd door de Oost-Belgische vereniging Schachfreunde Wirtzfeld.[5]

Met het Belgische team nam hij in 1992, 2008 en 2010 deel aan een Schaakolympiade (totaal-resultaat +8 =12 –9).
In 2013 nam hij met de vereniging SK 47 Eynatten deel aan de European Club Cup.